# Neman R-10
Die Neman R-10 (russisch Неман Р-10) war eine direkte Weiterentwicklung der ChAI-5 für die Serienfertigung. Es handelte sich um einen zweisitzigen sowjetischen Tiefdecker mit einem einziehbaren Spornradfahrwerk, der im Wesentlichen aus Holz hergestellt wurde. Er wurde als Aufklärer, leichtes Bombenflugzeug und zum Tiefangriff verwendet. Konstrukteur war Iossif Neman.

## Entwicklung
Gegenüber dem Ausgangstyp wurde ein sowjetischer Motor, ein in Lizenz gefertigter Wright R-1820, und eine ebenfalls aus sowjetischer Fertigung stammende Luftschraube vom Typ WISch-6 mit Nabenverkleidung verwendet. Das Seitenruder wurde vergrößert. Im Heck wurde anstelle des Schleifsporns ein Rad montiert. Die Windschutzscheibe erhielt eine herkömmliche Neigung und es wurde eine Heizung für die Besatzung vorgesehen. Zu deren Schutz wurde eine acht Millimeter starke Heckpanzerung angebracht.
Der Motor wurde durch eine NACA-Haube verkleidet. Die Zellenbeplankung wurde in 1,5–2 mm Sperrholz ausgeführt. Die Landeklappen wurden als Spaltklappen ausgeführt. Über der Triebwerksverkleidung wurden zwei SchKAS montiert, die durch den Piloten bedient wurden. Der Schütze saß in einem eigenen Cockpit hinter dem Piloten und bediente einen handbetätigten Waffenturm, der ebenfalls mit SchKAS ausgerüstet war. Es war ein interner Bombenschacht für sechs FAB-50 Freifallbomben vorgesehen, in dem auch die Aufklärungsausrüstung untergebracht werden konnte.
Die Rollerprobung begann am 7. Juni 1936 und am Ende des Monats startete der Prototyp zum Erstflug. Nach 42 Flügen wurde die Werkserprobung abgeschlossen und die R-10 den Streitkräften übergeben, die das Flugzeug von August bis Oktober ausgiebig testeten und die Eignung mit Empfehlung für die Serienproduktion im November 1936 bestätigten. Die erste Serienmaschine wurde am 1. Mai 1937 zur Truppenerprobung überstellt.
Der eigentliche Serienbau lief im September 1937 im Landmaschinenkombinat von Saratow an, wegen des nicht geschulten Personals allerdings sehr schleppend. Auch zwei Werke in Charkow und Kiew wurden in die Herstellung einbezogen. Im August 1938 erfolgte wegen mangelhafter Qualität die Unterbrechung der Produktion. Nach dem Einsatz einer aus Konstrukteuren bestehenden Fachkommission zur Produktionsüberwachung lief die Fertigung im April 1939 wieder an und wurde bis Anfang 1940 fortgesetzt. Insgesamt wurden 528 R-10M-25A und R-10M-25W gebaut.
Die Maschine nahm an den Kampfhandlungen 1939 im Japanisch-Sowjetischen Grenzkonflikt, der Besetzung Ostpolens und im Winterkrieg gegen Finnland teil, wobei sie teilweise mit Skiern ausgerüstet wurde. Auch zu Beginn des deutschen Überfalls 1941 wurde sie eingesetzt, erlitt dabei aber hohe Verluste. Die letzten R-10 wurden im Sommer 1944 aus der vordersten Linie herausgezogen und an Fliegerschulen abgegeben, wo sie noch bis Kriegsende flogen.

## Neman PS-5
Über 60 ausgediente Militärmaschinen wurde entmilitarisiert und zu Zivilmaschinen für die Aeroflot umgerüstet. Dieser Typ wurde PS-5 genannt und konnte drei Passagiere und entsprechend Fracht befördern.
Insgesamt wurden mit den Prototypen zusammen 528 Maschinen dieses Typs gefertigt.

## Technische Daten
| Kenngröße             | Daten |
| --------------------- | --- |
| Länge                 | 9,40 m |
| Spannweite            | 12,20 m |
| Höhe                  | 3,80 m |
| Flügelfläche          | 26,80 m² |
| Flügelstreckung       | 5,6 |
| Leermasse             | 2197 kg (PS-5 1994 kg) |
| max. Startmasse       | 2877 kg |
| Höchstgeschwindigkeit | 340 km/h in Bodennähe 370 km/h in 2500 m Höhe mit Ladermotor M-25E 485 km/h                                                                                   |
| Dienstgipfelhöhe      | 6700 m |
| Reichweite            | 1300 km |
| Bewaffnung            | zwei starre 7,62-mm-MG SchKAS in den Tragflächen mit je 450 Patronen ein bewegliches 7,62-mm-MG SchKAS im Drehturm mit 600 Patronen 300–400 kg Abwurfmunition |
| Triebwerk             | ein 9-Zylinder-Sternmotor Schwezow M-25W (während der Produktion wurden auch M-88, M-62 und M-63 verwendet)                                                   |
| Leistung              | 537 kW (730 PS) |